# Jones-Shafroth Act
La legge Jones-Shafroth (in inglese: Jones-Shafroth Act), conosciuta anche come legge naturale di Porto Rico (Organic Act of Puerto Rico), è un decreto legislativo promulgato il 2 marzo 1917 dal Congresso degli Stati Uniti.
Allo scopo di migliorare la precedente legge Foraker del 1900, conferiva la cittadinanza statunitense a tutti i cittadini portoricani e riesaminava il sistema del governo di Porto Rico avvicinandolo alla forma di governo statunitense tramite la separazione dei poteri esecutivo, legislativo e giudiziario. La legge, inoltre, riconosceva alcuni diritti civili che dovevano essere rispettati dal governo portoricano.